# Eclipsa de Soare din 30 aprilie 2041

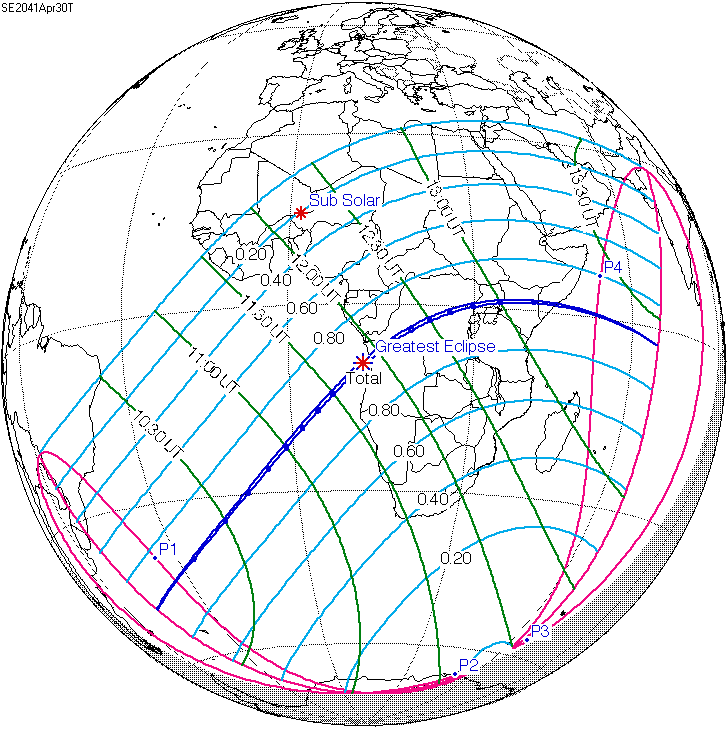
Harta eclipsei generale, din 30 aprilie 2041

O eclipsă de Soare totală se va produce la 30 aprilie 2041. 

## Parcurs

Harta animată eclipsei.

Această eclipsă totală va începe în Oceanul Atlantic de Sud, va urca spre nord, pentru a atinge Africa prin Angola chiar după ce a avut maximul. Va continua spre est pentru a ieși prin sudul Cornului Africii, apoi va lua sfârșit în Oceanul Indian.

## Saros 129
Este o parte a ciclului Saros 129, care se repetă la fiecare 18 ani, 11 zile, conținând 80 de evenimente. Seria a început cu o eclipsă parțială de Soare pe 3 octombrie 1103. Conține eclipse inelare din 6 mai 1464 până în 18 martie 1969, eclipse hibride din 29 martie 1987 până în 20 aprilie 2023 și eclipse totale din 30 aprilie 2041 până în 26 iulie 2185. Seria se va termina cu membrul 80 ca eclipsă parțială pe 21 februarie 2528. Cea mai lungă durată a totalității va fi de 3 minute și 43 de secunde pe 25 iunie 2131. Toate eclipsele din această serie au loc la nodul ascendent al Lunii.